# Allan Hobson

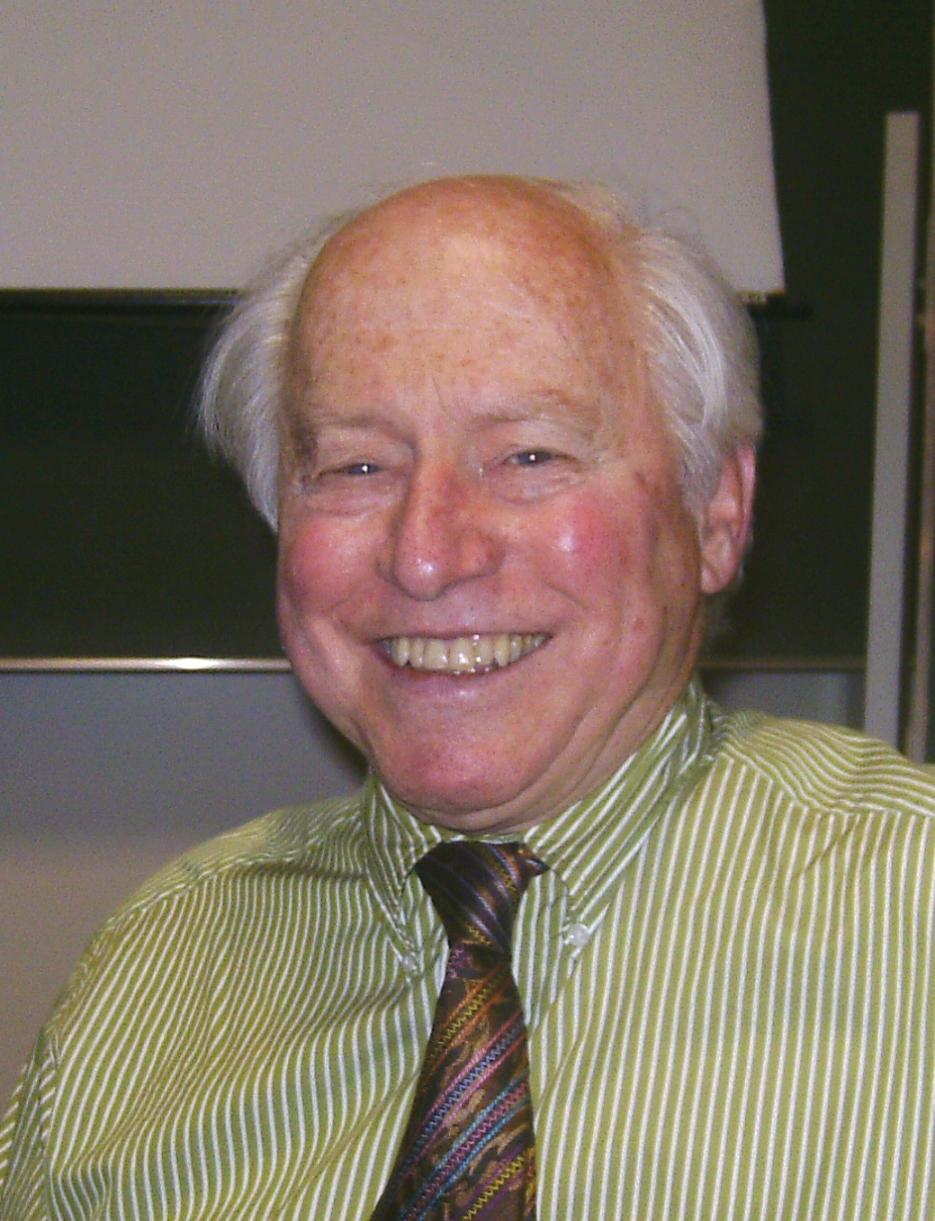
Allan Hobson

John Allan Hobson (* 3. Juni 1933 in Hartford, Connecticut; † 7. Juli 2021 in East Burke, Vermont) war ein Professor für Psychiatrie an der Harvard Medical School, Cambridge, Massachusetts. Er war bekannt für seine Untersuchungen zum REM-Schlaf und zum Traum.

## Biografie
Hobson erhielt 1955 einen Bachelor-Abschluss an der Wesleyan University und vier Jahre später den Doctor of Medicine an der Harvard Medical School.
In den folgenden zwei Jahren arbeitete er im Bellevue Hospital Center, New York. Von 1960 bis 1961 und 1964 bis 1966 arbeitete er in der Psychiatrie des Massachusetts Mental Health Center in Boston. Im akademischen Jahr 1963/64 war er „Special Fellow of the National Institute of Mental Health for the Department of Physiology“ an der Universität von Lyon. Er arbeitete in zahlreichen Krankenhäusern und Forschungslaboren und war der Direktor des Labors für Neurophysiologie im Massachusetts Mental Health Center.
Hobson hat drei Kinder, einen geistig behinderten Sohn und deutlich jüngere Zwillinge.
Unter den Auszeichnungen, die Hobson für seine wissenschaftliche Arbeit erhielt, sind die Aufnahme in die Boylston Medical Society und die Verleihung der Benjamin Rush Gold Medal for Best Scientific Exhibit der American Psychiatric Association im Jahr 1978. 1998 erhielt er den Distinguished Scientist Award der Sleep Research Society.

## Arbeit
Traumtheorien
Hobsons Forschung untersucht mentale Ereignisse und stellt sie in Beziehung mit dem Gehirn. Dabei ging er besonders auf Wachsein, Schlaf und Träume ein.
Er glaubte, dass Träume entstehen, wenn zufällige Energiesignale das Gehirn während des REM-Schlafs erreichen. Das Gehirn versucht einen Sinn in diesem zufälligen Input zu finden, wodurch seiner Meinung nach der Traum erzeugt wird. Hobson lehnte die Idee ab, dass es tiefe, nichtphysikalische, verborgene Bedeutungen für Träume gebe. Solche Ansichten nannte er „die Mystik der Glückskeks-Traum-Interpretation“ und belegte seine Theorien durch Tests mit Mäusen und Menschen.
Allerdings revidierte er in späteren Arbeiten diese Ansicht und räumt nun ein, dass sich persönliche Erfahrungen in den Träumen widerspiegeln können. Der von ihm beschriebene Mechanismus diene womöglich lediglich dazu, zwischen den verschiedenen Traumepisoden zu wechseln.
Neben seiner Forschung befasste sich Hobson aktiv mit vier Gruppen, die in Beziehung mit seiner neurologischen Schlafforschung stehen: Society Membership, Society for Neuroscience, Society for Sleep Research, AAAS und International Association for the Study of Dreams (IASD), dessen Vorsitzender er war.
Hobson stand nicht nur der Traumanalyse, sondern der Psychoanalyse generell skeptisch gegenüber. Von den Neurowissenschaften erhoffte er sich Impulse für eine „Neue Psychiatrie“, stellte aber zugleich fest, dass die biologischen Einsichten über die Funktionsweise des menschlichen Hirns derzeit noch keine umfassende Basis für psychiatrische Behandlungen böten und den psychologischen und sozialen Diskurs nicht ersetzen könnten. Allerdings hat er die Bedeutung der Träume für unbewusste Verarbeitungsprozesse in den letzten Jahren seiner Forschung anerkannt.

## Schriften (Auswahl)
- Hobson, J. A., & McCarley, R. W. (1977): The brain as a dream state generator: An activation-synthesis hypothesis of the dream process. The American Journal of Psychiatry, 134(12), 1335–1348. https://doi.org/10.1176/ajp.134.12.1335.
- Hobson, J., Pace-Schott, E.: The cognitive neuroscience of sleep: neuronal systems, consciousness and learning. Nat Rev Neurosci 3, 679–693 (2002). https://doi.org/10.1038/nrn915.
- Hobson, J.: REM sleep and dreaming: towards a theory of protoconsciousness. Nat Rev Neurosci 10, 803–813 (2009). https://doi.org/10.1038/nrn2716.